# Talang Baru Satu
Talang Baru Satu is een bestuurslaag in het regentschap Lebong van de provincie Bengkulu, Indonesië. Talang Baru Satu telt 672 inwoners (volkstelling 2010).